# قطعنامه ۴۱۹ شورای امنیت
قطعنامه ۴۱۹ شورای امنیت سازمان ملل متحد که در تاریخ ۲۴ نوامبر ۱۹۷۷ تصویب شد، سندی بین‌المللی دربارهٔ وضعیت بنین است. این قطعنامه طی نشست ۲٬۰۴۹ام تصویب شد.